# イ・チェヨン (女優)
イ・チェヨン （이채영、1986年4月29日 - ）は、韓国の女優。2004年に歌手ピのミュージック・ビデオに出演して芸能活動を始めた。その後2007年にSBSの連続テレビドラマ『愛をたずねて三千里』に出演して、本格的に芸能界にデビューした。
1986年にソウルで生まれた。美林女子高等学校から檀国大学校演劇映画科に進学し、2014年に卒業した。
2009年に胃癌で亡くなった女優チャン・ジニョンに顔がよく似ていることでも知られている。

## 出演作品

### テレビドラマ
- 魔女ユヒ（2007年、SBS） - チョン・マリ役
- 愛をたずねて三千里（2007年-2008年、SBS）[3] - ソン・ヒジュ役
- 千秋太后（2009年、KBS） - サイルラ役
- 妻が帰ってきた（2009年-2010年、SBS）[3] - ミン・イヒョン役
- 戦友（2010年、KBS） - タニョン役
- ロイヤルファミリー（2011年、MBC） - パク・ミンギョン役
- スタンバイ（2012年、MBC）
- 太陽のあなた（2012年-2013年、SBS）[3] - マ・イェリ役
- カッコウの巣（2014年、KBS）[3] - イ・ファヨン役
- イニョプの道（2014年-2015年、JTBC） - カヒア役[4]
- 仮面の王 イ・ソン （2017年、MBC） - メチャン役[5]
- ラブ・セラピー A POEM A DAY（2018年、tvN） - キム・ユンジュ役
- ボクスが帰ってきた（2018年-2019年、SBS） - チェヨン役[6]
- 愛よ、お願い（2019年、KBS） - チュ・サンミ役
- 復讐の花束をあなたに（2020年-2021年、KBS） - ハン・ユラ役[7]
- 秘密の女（2023年、KBS） - チュ・エラ役[8]
- シークレット・ファミリー（2023年、tvN） - ユン・チェリ役

### 映画
- 風と共に去りぬ!?（2012年）ソルファ役[3]
- シークレット・ミッション（2013年）[3]
- THE KILLER/暗殺者　더 킬러: 죽어도 되는 아이 （2022年）